# Disa facula
Disa facula är en orkidéart som beskrevs av P.J.Cribb, C.Herrm. och Sebsebe Demissew. Disa facula ingår i släktet Disa och familjen orkidéer.
Artens utbredningsområde är Etiopien. Inga underarter finns listade i Catalogue of Life.